# História da Mongólia

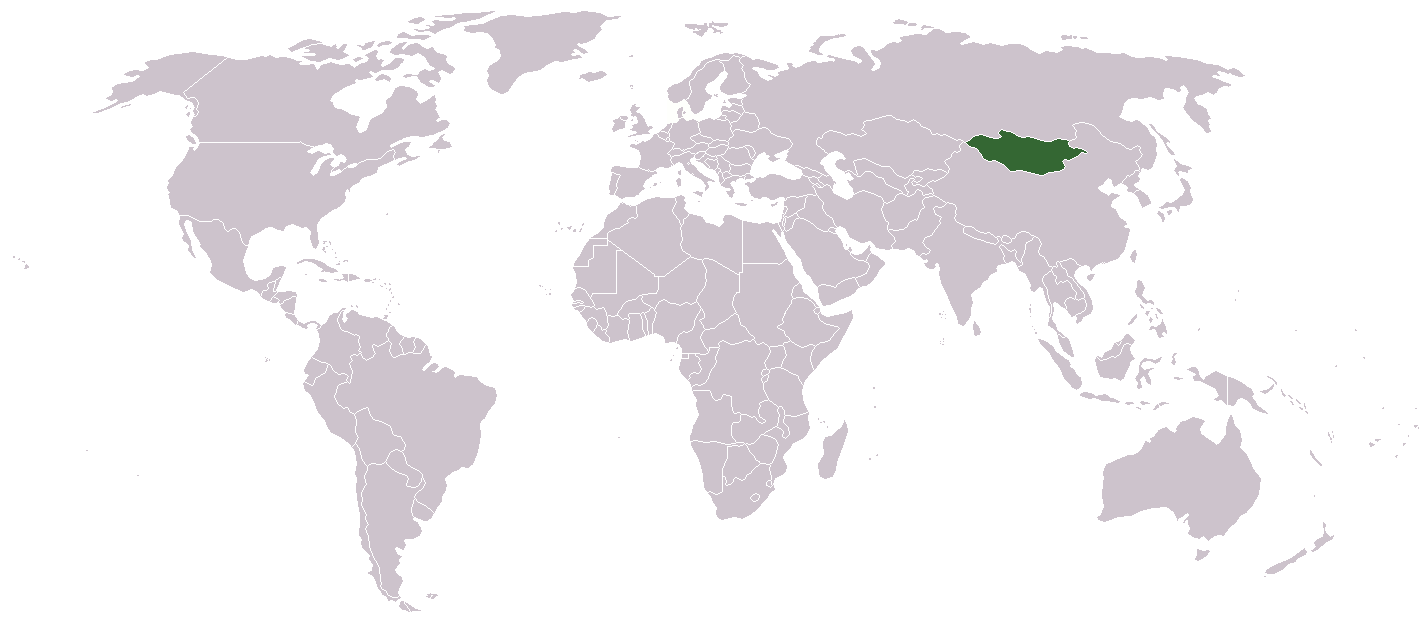
Localização da Mongólia

A região correspondente à Mongólia atual foi ocupada por diversas tribos nômades, segundo relatos chineses que remontam a séculos antes de Cristo. Os Hunos aparentemente migraram para oeste a partir das estepes da Mongólia. Por volta do século VII, os povos turcos surgem nos relatos chineses como nômades vindos do norte (da Mongólia). Nos séculos seguintes, os turcos migrariam para o sudoeste, ocupando outras áreas da Ásia, mas algumas tribos permaneceram no leste da Mongólia até o século XIII.
Os mongóis propriamente ditos podem ter tido sua origem no século IX, talvez de algum lugar a leste da Mongólia, e teriam migrado para as ricas pastagens daquele território. Dividiram-se em tribos e clãs que, ora aliavam-se e ora guerreavam entre si. As tribos turcas e quitais a leste a oeste por vezes se confundiam com os mongóis pela similaridade da língua e pelo modo de vida.

## Os grandes líderes mongóis

Crescimento do Império Mongol (graças ao seu maior líder Gêngis Cã)

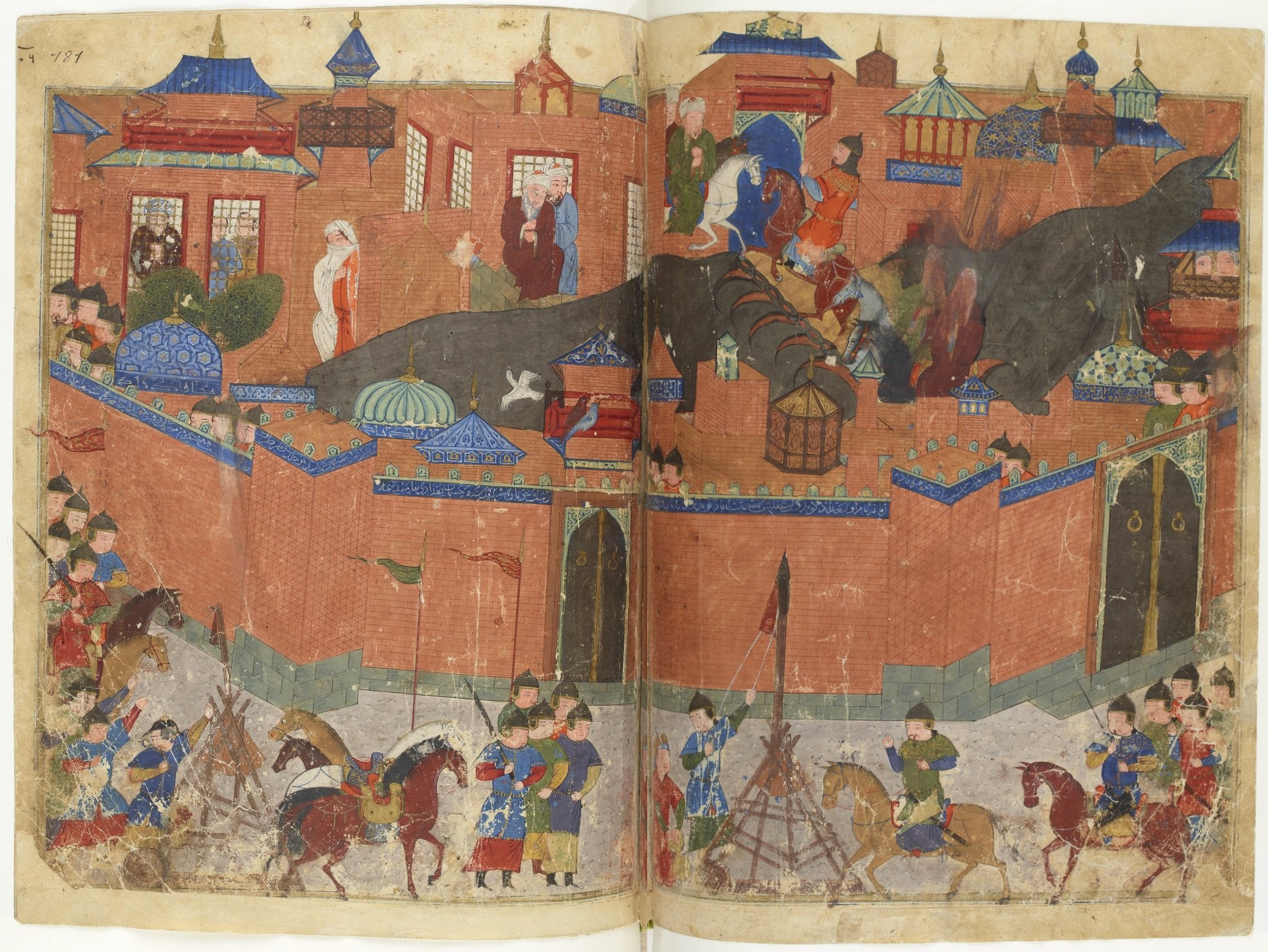
Hulagu Cã invade Bagdá em 1258.

Entre os séculos XI e XII, um líder tribal chamado Cabul Cã reuniu as tribos mongóis contra a China controlada pela Dinastia Jin, mas foi derrotado, e a unidade mongol foi desfeita. No final do século XII, um jovem chamado Temujim unificara algumas tribos mongóis e turcas, e vencera outras em batalha, sendo aclamado por todos os mongóis como Gêngis Cã ("poderoso governante").

Mapa mostrando as campanhas de Gêngis Cã

Gengis passou mais de 20 anos da sua vida, entre 1204 e 1227, governando os mongóis e conquistando novos territórios. Sua ambição era governar todas as terras entre os oceanos (Atlântico e Pacífico) e quase conseguiu. Começando com uma estimativa de 25000 guerreiros, ele aumentou seu poderio subjugando outros nômades e atacou a China setentrional em 1211. Ele tomou Pequim em 1215 depois de uma campanha que deve ter custado 30 milhões de vidas chinesas. Os mongóis, então, voltaram-se ao Oeste, capturando a grande cidade comercial de Bucara, na rota da seda, em 1220. A cidade foi incendiada e seus habitantes assassinados. Ao final de sua vida, a Mongólia era o coração de um império que incluía partes da China e da Manchúria, o reino de Xi Xia (que Gengis extinguira nos seus últimos dias de vida), toda a área dos atuais Cazaquistão, Uzbequistão,Tajiquistão, Irã, Armênia e Geórgia, partes do Afeganistão, da Índia, da Rússia e do Iraque. Seus descendentes avançaram sobre o restante da China, todo o norte da Índia, Síria, praticamente toda a Rússia europeia, parte da Polônia, Bulgária e Hungria, além de fazer dos turcos seljúcidas e dos reinos da Birmânia, Anan e Champa seus vassalos. Antes da morte, Gêngis Cã dividiu o Império em quatro partes, a serem governadas por seus descendentes, mas subordinados ao Grande Cã.
Após a morte de Gêngis Cã em 1227, seu filho Oguedai Cã terminou a conquista da China setentrional e avançou para a Europa. Ele destruiu Quieve em 1240 e avançou para a Hungria. Quando Oguedai Cã morreu em campanha em 1241, os mongóis retiraram-se para participar de uma eleição em sua capital, Caracórum, na Mongólia. O Canato da Horda Dourada, no entanto, manteve o controle da Rússia. A Europa foi poupada pois os governantes mongóis concentraram seus esforços contra o Oriente Médio e China meridional. Hulagu Cã, um neto de Gengis, exterminou os assassinos islâmicos e conquistou a capital dos muçulmanos, Bagdá, em 1258. A maior parte dos 100 000 habitantes da cidade foram assassinados. Em setembro de 1260, um exército muçulmano de Mamelucos (escravos guerreiros com status elevado) egípcios derrotaram os mongóis em Aim Jalute, região conhecida como Marje ibne Amar na Palestina, acabando com a ameaça mongol para o Islamismo e suas cidades sagradas.

O Império Mongol (1300 — 1405).

Cublai Cã, outro neto de Gengis, foi o último Grande Cã a obter sucesso na expansão do império, conquistando toda a China em 1279, fundando a Dinastia Yuan, que governaria os chineses por quase 100 anos. Tentativas de invasão do Japão foram frustradas com pesadas perdas em 1274 e 1281. Uma vez estabelecido o império, porém, veio a grande paz, a dita Pax mongolica. Viajantes, entre os quais Marco Polo, cruzavam o país por meio dos caravançarás (abrigo para hospedagem de caravanas) do império. Houve um contínuo fluxo comercial, e também de ideias e tecnologia, entre homens de diversas terras e religiões. Por um período, os mongóis floresceram na região das estepes e partes do norte da China. Em 1294 Cublai morre na China, e o poderio mongol começou a declinar na Ásia e em outros lugares. Os 4 principados mongóis se tornaram formalmente independentes, e, com exceção do Canado da Horda Dourada na Rússia, tiveram curta existência. A Dinastia Yuan controlava a China e a Mongólia, sua terra natal. Mas quando o último imperador Yuan foi deposto pelos Ming, a Mongólia não obteve sua independência, e seu território permaneceu sob a autoridade chinesa até a queda do poder imperial, em 1911.
Na década de 1370 um guerreiro turco-mongol, dizendo-se descendente de Gêngis Cã, lutou pela liderança dos estados mongóis da Ásia Central e pôs-se a restaurar o Império Mongol. Seu nome era Timur Leng (Timur, o coxo; Tamerlão para os europeus e Príncipe da Destruição para os asiáticos). Com um outro exército de aproximadamente 100.000 cavaleiros, ele entrou na Rússia e na Pérsia, lutando principalmente com outros muçulmanos. Em 1398 saqueou Déli, matando 100 000 de seus habitantes. Ele avançou para o Oeste derrotando um exército egípcio de Mamelucos na Síria. Em 1402 ele derrotou um grande exército turco-otomano perto da atual Ancara. A beira de destruir o Império Otomano, ele novamente mudou de direção, inesperadamente. Ele morreu em 1404 marchando para a China. Ele preferia conquistar riquezas e dedicou-se a escravizar indiscriminadamente os vencidos, sem parar para instalar governos estáveis. Por isso, o grande reino herdado por seus filhos ruiu rapidamente após a sua morte, interrompendo a unidade dos mongóis.

### Século XVII
Os Manchus, um grupo tribal que conquistara a China em 1644 formando a dinastia Chingue, conseguiram trazer a Mongólia para o controle manchu em 1691, como Mongólia Exterior, quando os nobres mongóis Khalkha prestaram um juramento de aliança com o imperador manchu. Os governantes mongóis da Mongólia Exterior desfrutavam de considerável autonomia sob os Manchus, e todas as pretensões chinesas sobre a Mongólia Exterior após a proclamação da república tomaram por base esse juramento. Uma aliança entre a teocracia budista e a aristocracia secular mongol liderou o país de 1696 ao século XX, controlada pela dinastia Manchu. Em 1727, a Rússia e a China manchu concluíram o Tratado de Khyakta, delimitando as fronteiras entre a China e a Mongólia que ainda existe, em linhas gerais, até hoje.

### A partir doséculo XX
Com a eclosão da Revolução chinesa em 1911, a Mongólia Exterior separou-se da China e colocou-se sob a proteção da Rússia Czarista. Os laços com a Rússia mantiveram-se após a Revolução Bolchevista de 1917. Em 1920, o país foi invadido durante a Guerra Civil Russa. Um ano depois, o Partido Revolucionário do Povo Mongol (MPRP) estabeleceu um governo popular provisório, que conservou a monarquia teocrática, mas limitando seus poderes o que estimulou a família real que se dizia herdeira de Gengis Khan a romper com o partido comunista sob os auspícios da CIA e do Prince De. Nesse mesmo ano, os chineses foram expulsos da Mongólia e a recém formada União Soviética instalou na jovem república mongol um líder com orientações bolcheviques, que lideraria um processo que levaria à instauração de um regime comunista, em 1925.
Em 1924, foi proclamada a República Popular da Mongólia, com uma grande proximidade política, econômica, cultural e ideológica com a Rússia. O Partido Revolucionário Popular Mongol manteve durante o período comunista estreitos laços com o Partido Comunista da URSS. Durante as décadas de 1920 e 1930, diversas figuras políticas de topo, que defendiam uma maior independência em relação ao regime de Moscou, como Dogsomyn Bodoo e Horloogiyn Dandzan, foram assassinadas, vítimas de lutas de poder. Em 1928, Anandyn Amar sobe ao poder. Sob o seu regime a coletivização forçada do gado e terras foi instituída, Khorloogiin Choibalsan, stalinista e ministro do interior do governo de Anandyn Amar, fez junto com a NKVD, uma imposição para Anadyn Amar (de forma a controlar seu governo) para a destruição de mosteiros budistas em 1937 que deixou mortos mais de 10.000 lamas (religiosos budistas). Foi sucessivamente governada por Khorloogiin Choibalsan (1939-1952), Yumjaagyn Tsedenbal (1952-1984) e Jambyn Batmönkh (1984-1990).
A República Popular da Mongólia só foi reconhecida pela China em 1946. O primeiro-ministro Yumjaagiyn Tsedenbal governou de 1952 a 1984, quando foi sucedido por Jambyn Batmunk. O presidente, de 1954 a 1972 foi Zhamsarangin Sambun. Em 1962, a Mongólia ingressou no COMECON.
Durante as décadas de 1960 e de 1970, o desentendimento entre Rússia e China fez com que as relações entre China e Mongólia fossem praticamente encerradas até a dissolução do Partido Comunista mongol e a queda do regime em 1990. Desde então, a Mongólia experimenta um regime parlamentarista com eleições diretas a cada quatro anos.
Depois da renúncia do primeiro-ministro Jambyn Batmonh em 1990, Punsalmaagiyn Ochirbat assumiu a presidência e a Mongólia aderiu às mudanças democráticas no leste da Europa e na União Soviética, iniciando-se um período de abertura política (com a realização das primeiras eleições multipartidárias) e econômica. Nas primeiras eleições multipartidárias, de julho de 1990, venceu o Partido Revolucionário do Povo da Mongólia (PRMP). Em 1992, foi aprovada uma nova Constituição, que mudou a denominação oficial do estado para República da Mongólia, levando em consideração os conceitos de democracia, economia mista, liberdade de idioma e neutralidade nos assuntos externos. Em 1993, foi realizada a primeira eleição presidencial por sufrágio universal, que confirmou na presidência P. Otshirbat, agora na oposição democrática. Contudo, à medida que o tempo passava o MPRP foi perdendo terreno e, nas eleições legislativas de 1996, foi derrotado pela DUC (Coligação da União Democrática). As eleições presidenciais de 1997 deram a vitória a Natsagiin Bagabandi, líder do MPRP, reeleito em 2001. Após quatro anos de reformas no sistema econômico e político, o MPRP ganhou as eleições legislativas de 2000. Em 2005, Nambaryn Enkhabayar é eleito presidente.